# Janusz Robaszewski
Janusz Robaszewski (ur. 8 czerwca 1952 w Jarosławiu) – polski artysta-plastyk tworzący szkło unikatowe i designer szkła użytkowego produkowanego głównie w Hucie Szkła Kryształowego „Violetta” w Stroniu Śląskim, związany z ziemią kłodzką.

## Życiorys
Jest absolwentem Państwowego Liceum Sztuk Plastycznych im. Stanisława Wyspiańskiego w Jarosławiu, które ukończył w 1972 r. Studiował w Państwowej Wyższej Szkole Sztuk Plastycznych we Wrocławiu w pracowni prof. Zbigniewa Horbowego i prof. Ludwika Kiczury. W 1977 r. uzyskał tam dyplom z wyróżnieniem z projektowania szkła. Od roku 1978 pracuje w przemyśle szklarskim. Był kierownikiem Zakładowego Ośrodka Wzornictwa w HSK „Violetta” w Stroniu Śląskim. Zaprojektowane przez niego wyroby znajdują się również we wzorcowniach hut szkła i firm handlowych w Europie, Kanadzie, Japonii, Australii oraz USA.

## Praca twórcza
W jego kręgu zainteresowań jest twórczość w zakresie szkła artystycznego i przemysłowego, grafiki użytkowej i rysunku. Uczestniczył w sympozjach dotyczących sztuki na Ukrainie i na Węgrzech. W latach 1984–1989 brał udział w plenerach szklarskich w Polanicy-Zdroju, a w latach 1991–1996 w Ogólnopolskich Plenerach Szklarskich w Stroniu Śląskim. W 1993 r. był kuratorem artystycznym XIV edycji tego pleneru. Uczestniczył w plenerach dla pedagogów i studentów organizowanych przez Wydział Sztuk Pięknych Uniwersytetu Johannesa Gutenberga w Moguncji.

### Wystawy
Wystawy indywidualne:
- 1985 – Stara Morawa, Galeria „Wapiennik”,
- 1992 – BWA Kłodzko i Wrocław
- 1993 – Stara Morawa,
- 1995 – Wrocław i Bolesławiec,
- 1996 – Kraków, Sukiennice.

Jego prace znalazły się również w licznych wystawach zbiorowych m.in.:
- Ogólnopolska wystawa szkła unikatowego i przemysłowego – Biuro Wystaw Artystycznych w Katowicach,
- wystawa podczas Dni Polski w Wiedniu,
- Polskie szkło współczesne – Instytut Wzornictwa Przemysłowego w Warszawie,
- Kłodzkie współczesne szkło artystyczne – Muzeum Ziemi Kłodzkiej,
- Triennale szkła – Norymberga,
- Nowe szkło polskie – Muzeum Szkła w Riihimaki w Finlandii,
- Po latach razem – Biuro Wystaw Artystycznych we Wrocławiu,
- Wystawa rodziny Robaszewskich – Galeria Rynek w Jarosławiu i Centrum Kulturalne w Przemyślu,
- Ornamenta Silesiae – tysiąc lat rzemiosła artystycznego na Śląsku – Muzeum Narodowe we Wrocławiu,
- Polskie szkło współczesne ostatniej dekady XX wieku – Muzeum Narodowe we Wrocławiu,
- Ceramika i szkło polskie XX wieku – Muzeum Narodowe we Wrocławiu.

Prace Janusz Robaszewskiego można obejrzeć w następujących zbiorach:
- Muzeum Szkła Współczesnego w Sosnowcu
- Muzeum Okręgowe w Toruniu
- Muzeum Okręgowe w Jeleniej Górze
- Muzeum Ziemi Kłodzkiej
- Muzeum Narodowe we Wrocławiu
- Muzeum Narodowe w Warszawie
- kolekcja BWA w Wałbrzychu
- Muzeum Narodowe we Lwowie
- Contemporary Glass Collection w Bárdudvarnok(inne języki)
- Museum w Kaposvár
- Małe Muzeum w Szentendre

### Nagrody
- Odznaka „Zasłużony Pracownik Handlu Zagranicznego” nadana przez Ministra Współpracy z Zagranicą
- pierwsza i druga nagroda w konkursie „Wzór Roku” na Międzynarodowych Targach Poznańskich (1980 i 1981)